# Chevrolet Kodiak
Chevrolet Kodiak і GMC TopKick — серія вантажівок середньої вантажопідйомності, які вироблялися підрозділами Chevrolet і GMC General Motors з 1980 по 2009 рік. Представлені як варіант лінійки вантажівок середньої вантажопідйомності C/K, було випущено три покоління. Між вантажівками C/K і GMC Brigadier Class 8, Kodiak/TopKick були розроблені як основа для професійно-орієнтованих вантажівок, включаючи вантажні самоскиди, самоскиди та подібні транспортні засоби; на пізніших поколіннях для використання в автобусах випускалися як варіанти з розрізом, так і з шасі з капотом, Kodiak/Topkick належать до того ж класу, що й Ford F-650 і Dodge Ram 6500, а також International XT на споживчому ринку.
Після багатьох років падіння частки ринку, General Motors (як і Ford Motor Company) прагнула вийти з виробництва важких вантажівок. Після труднощів з входженням у спільні підприємства або продажем прав на свою лінійку продуктів компанія припинила виробництво Kodiak і TopKick у 2009 році. Остання вантажівка середньої вантажопідйомності, GMC TopKick 5500, вийшла з заводу Flint Truck Assembly 31 липня 2009 року.
У 2019 модельному році після десятирічної перерви General Motors знову увійшла в сегмент звичайних середньотоннажних вантажівок. Chevrolet Silverado 4500/5500, розроблений спільним підприємством з Navistar International, є транспортним засобом класу 4-6. Трохи менший за Kodiak/Topkick, Silverado 4500/5500 продається виключно як Chevrolet (без аналога GMC).

## Перше покоління (1981–1989)

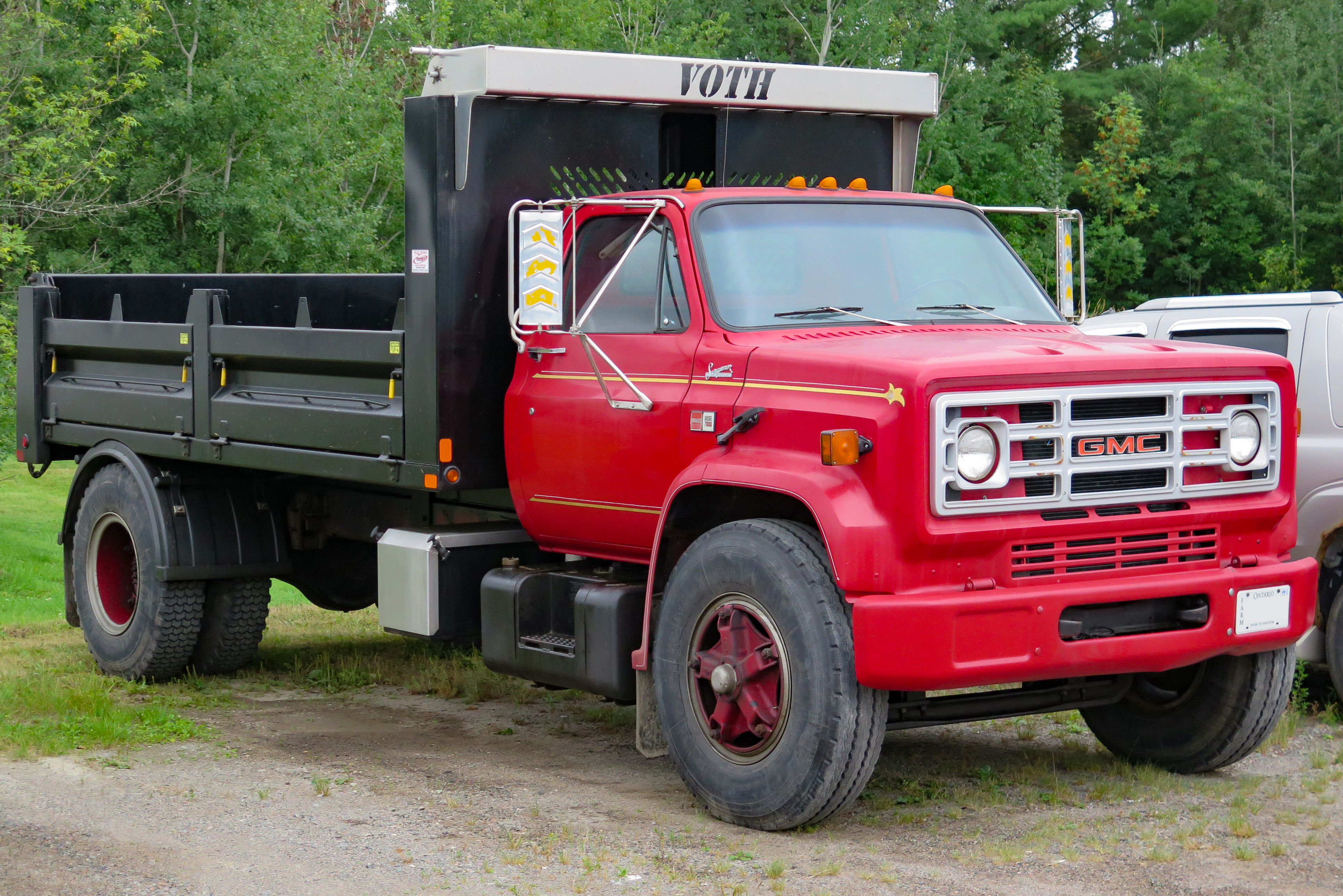
Chevrolet Kodiak 1

У 1981 році General Motors представила Chevrolet Kodiak і GMC TopKick як короткокапотні варіанти вантажівок середньої вантажопідйомності C/K. Розроблений для встановлення дизельного двигуна Caterpillar 3208 V8, Kodiak/TopKick перемістив кабіну на кілька дюймів угору для використання більшого радіатора. При спільному використанні кабіни C/K довжина капота була вкорочена, зменшивши довжину BBC до 92 дюймів.
Офіційно отримавши номенклатуру моделі Chevrolet C70/GMC C7000, назва Kodiak слідувала традиції імен Chevrolet «прикордонний звір» для його важких звичайних автомобілів (Chevrolet Bison і Chevrolet Bruin), тоді як GMC TopKick був військовим сленговим терміном (після GMC Brigadier і GMC General). Незважаючи на те, що Kodiak/TopKick випускалися з одним двигуном, вони пропонувалися з конфігураціями приводу як з одним, так і з тандемним приводом; випускалися як пряма вантажівка, так і конфігурація напівтягача.
Після виходу Chevrolet із сегменту вантажівок Class 8 після 1981 року Kodiak Class 7 став найбільшою вантажівкою, пропонованою Chevrolet. Поряд із підвищеною висотою кабіни та її меншою довжиною, капот модельної лінійки має більшу решітку радіатора (переміщення фар між решіткою радіатора та бампером).

## Друге покоління (1990–2002)

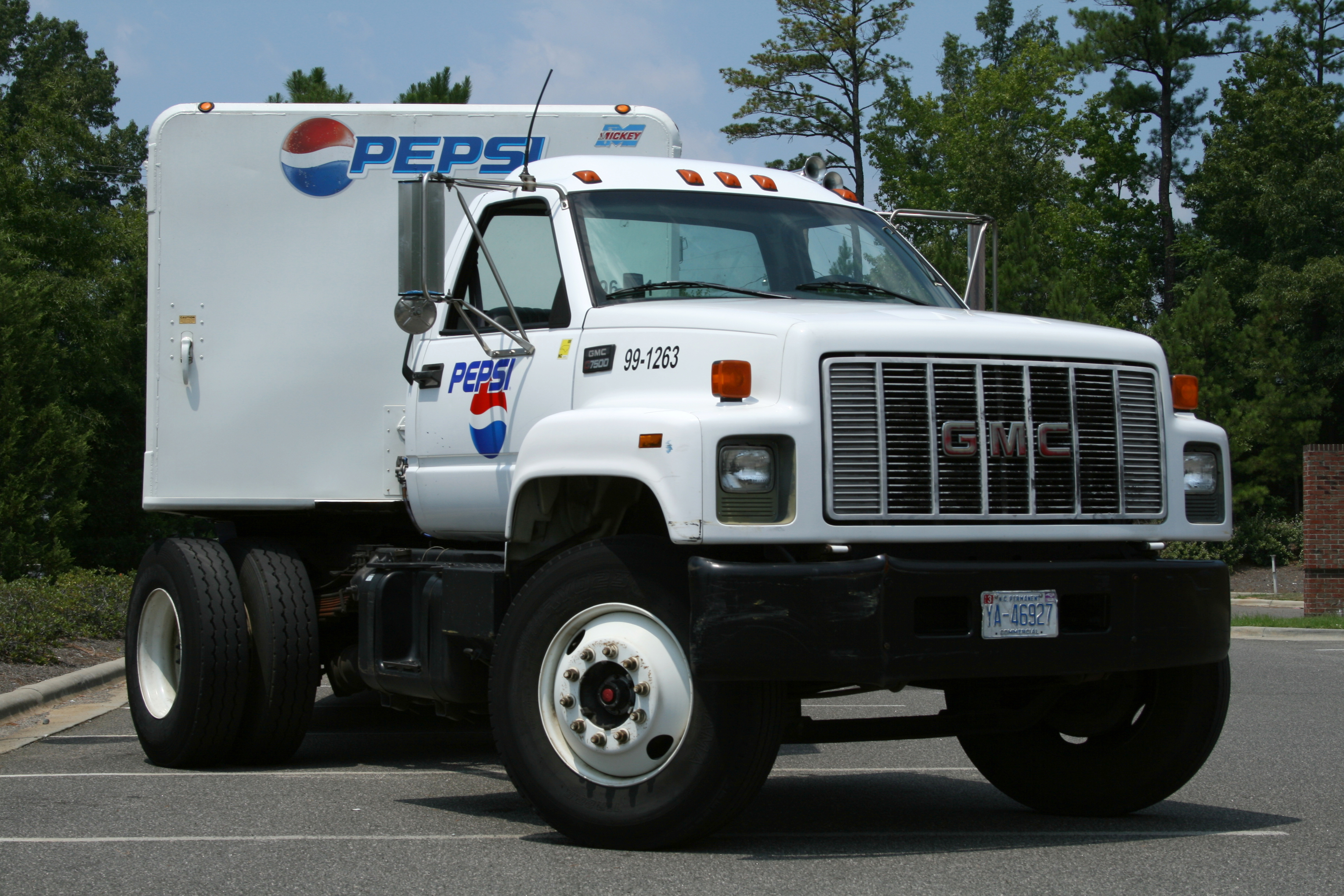
GMC 7500

Друге покоління Chevrolet Kodiak/GMC Topkick був представлений за 1990 рік. Під архітектурою GMT530 всі середні вантажні автомобілі GM були консолідовані під номенклатурою Kodiak/Topkick, з C/K, що переходить на транспортних засобів, що отримують споживачів (пікап-вантажівки). Після спільного підприємства 1986 року між GM та Volvo, GMC закінчило виробництво генерала, Астро та бригадного, залишаючи клас 6-7 Kodiak/Topkick як найбільші транспортні засоби, що виробляються GM.

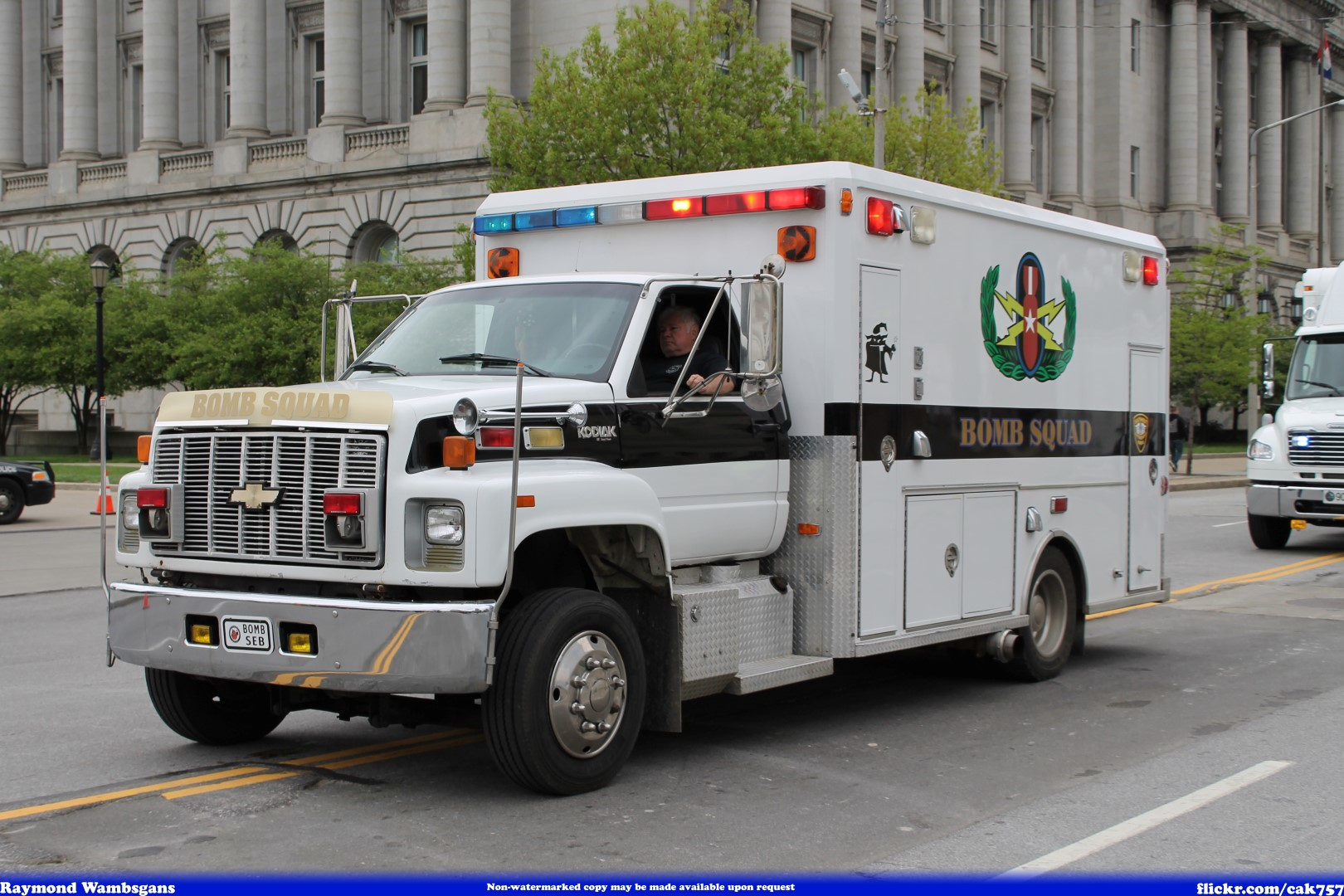
Chevrolet Kodiak 2

Відповідно до попереднього покоління, при цьому розроблений з власним більш важким шасі, кабіна вантажних автомобілів GMT530 була отримана з пікапа GMT400 C/K (введена в 1988 році) для зниження витрат на інструментарію. Як і раніше, були запропоновані дводверні та чотиридверні конфігурації; Підвищена кабіна на даху стала необов’язковою протягом 90-х років. Протягом тринадцятирічного виробничого запуску платформа GMT530 зазнала порівняно мало змін; Оскільки подушки безпеки не були потрібні в середніх вантажних автомобілях, інтер’єр дизайну 1988 року зберігався протягом усього виробничого пробігу. У 1997 році GM замінив значіння Kodiak та Topkick на назви моделей C5500-C8500, приносячи середні вантажні автомобілі відповідно до решти конвенції про іменування C/K. Як варіант, нижча профілів "аеродинамічна" капюшон став варіантом (не пропонується на додатках для важких служб або шкільних автобусів).
У перерві від єдиного двигуна, що пропонує Kodiak/Topkick першого покоління, GMT530 прийняв лінію силових агрегатів середніх вантажних автомобілів C/K 1973-1989. Бензинові двигуни пропонували як стандартне обладнання, з дизельними двигунами як варіантом. Стандартний бензиновий двигун був 6,0-літровим V8, що вводить паливо, з необов'язковим карбюратом 7,0 л V8 (замінено на 7,4 л V8 у 1991 р.); У середині 1990-х 7,4 л став стандартним бензиновим двигуном. У 2002 році 7,4-літровий V8 був замінений 8,1-літровим Vortec V8 (V8 з найвищим переміщенням, який коли-небудь пропонував у виробничому транспортному засобі Chevrolet). Замість дизеля Caterpillar 3208 V8, який використовується в першому поколінні Kodiak/Topkick, вантажівки GMT530 запропонували вбудовану шість Caterpillar 3116 з 165 к.с. (123 кВт). Це було модернізовано для отримання 170 к.с. (127 кВт), починаючи з модельного року 1991 року. Caterpillar 3126 Inline-Six був представлений як необов'язковий дизельний двигун у 1997 році.
У відриві від одномоторної пропозиції першого покоління Kodiak/TopKick, GMT530 перейняв лінійку силових агрегатів вантажівок середньої вантажопідйомності C/K 1973-1989 років. Бензинові двигуни пропонувалися в стандартній комплектації, а дизельні - як опція. Стандартним бензиновим двигуном був 6,0-літровий V8 з уприскуванням палива, з додатковим карбюраторним 7,0-літровим V8 (замінений на 7,4-літровий V8 у 1991 році); в середині 1990-х стандартним бензиновим двигуном став 7,4 л. У 2002 році 7,4-літровий V8 був замінений на 8,1-літровий Vortec V8 (найбільший робочий об’єм V8, який коли-небудь пропонував у серійному автомобілі Chevrolet). Замість дизеля Caterpillar 3208 V8, використовуваного в першому поколінні Kodiak/TopKick, вантажівки GMT530 пропонували рядний шестициліндровий Caterpillar 3116 потужністю 165 к.с. (123 кВт). Починаючи з 1991 модельного року, його було модернізовано, щоб виробляти 170 к.с. (127 кВт). Рядний шестициліндровий двигун Caterpillar 3126 був представлений як додатковий дизельний двигун у 1997 році.
Після того як GM припинив виробництво GMT530 для ринку США після 2002 року, виробництво для Мексики продовжувалося в Толуці, Мексика, до 2008 року. З 1995 по 2001 рік GMT530 збирався в Бразилії з використанням компонентів, імпортованих з Мексики, виготовлених за мексиканськими специфікаціями. Усі екземпляри для бразильського ринку були виготовлені з дизельним двигуном Caterpillar 3116. У Бразилії вантажівки позначалися відповідно до їх GMVR (у метричних тоннах) і округленої потужності (12-170 для 12 тонн - 170 к.с., 14-190 для 14 тонн - 190 к.с. і 16-220 для 16 тонн - 220 к.с.).
У травні 2021 року останній автомобіль на базі GMT530, виготовлений на заводі в Джейнсвіллі, виставили на аукціон. Двовісний самоскид GMC C8500 2002 року належав та експлуатувався містом Джейнсвіль протягом майже 20 років до продажу. На автомобілі стояли підписи багатьох колишніх працівників заводу.

### Двигуни
Бензинові
- 6.0 L Mark IV/Gen V 366 V8
- 7.0 L Mark IV 427 V8
- 7.4 L L19/L21 V8
- 8.1 L Vortec L18 V8

Дизельні:
- 6.6 L Caterpillar 3116 I6
- 7.2 L Caterpillar 3126B/E I6

## Третє покоління (2003–2009)

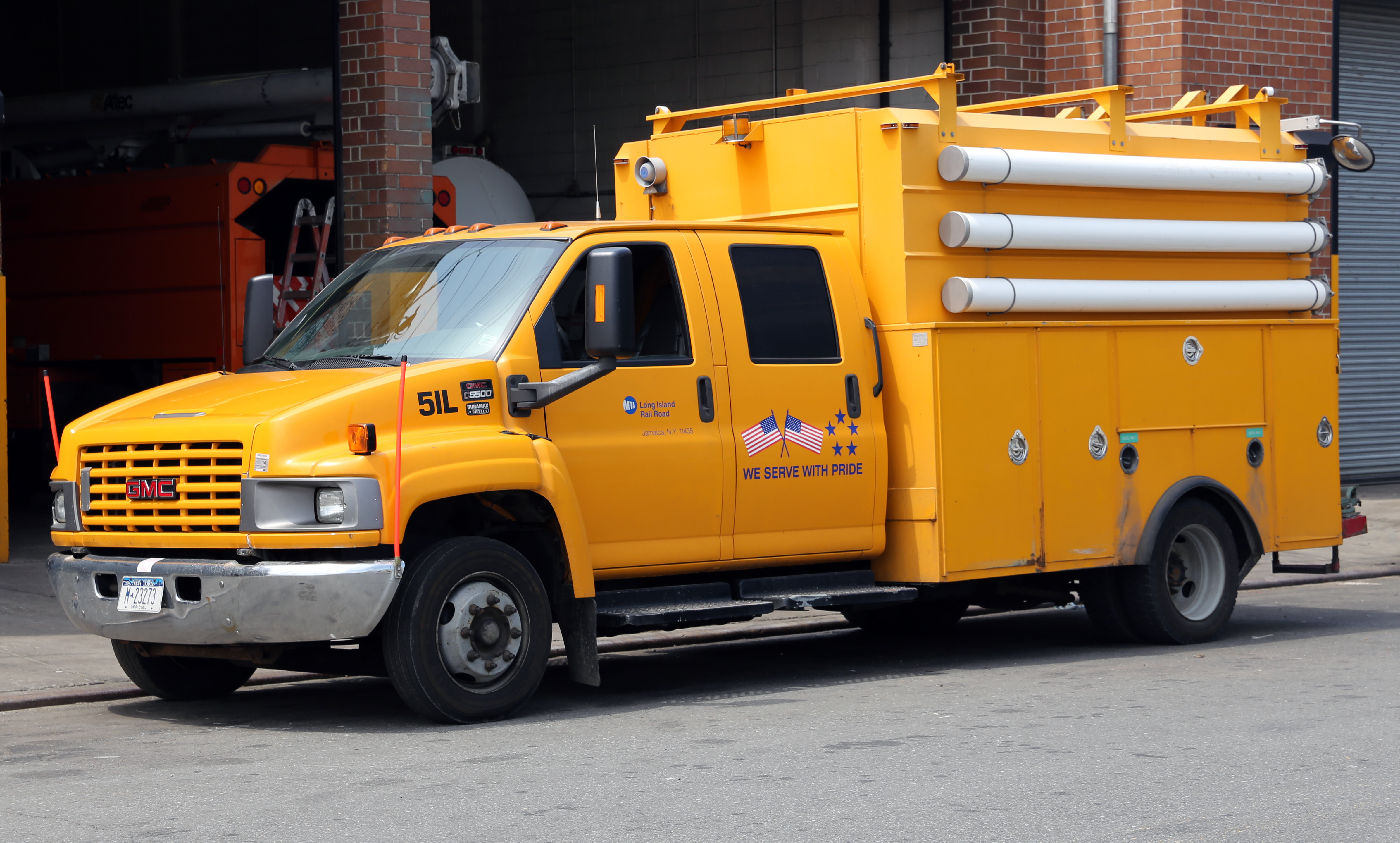
GMC Topkick C5500

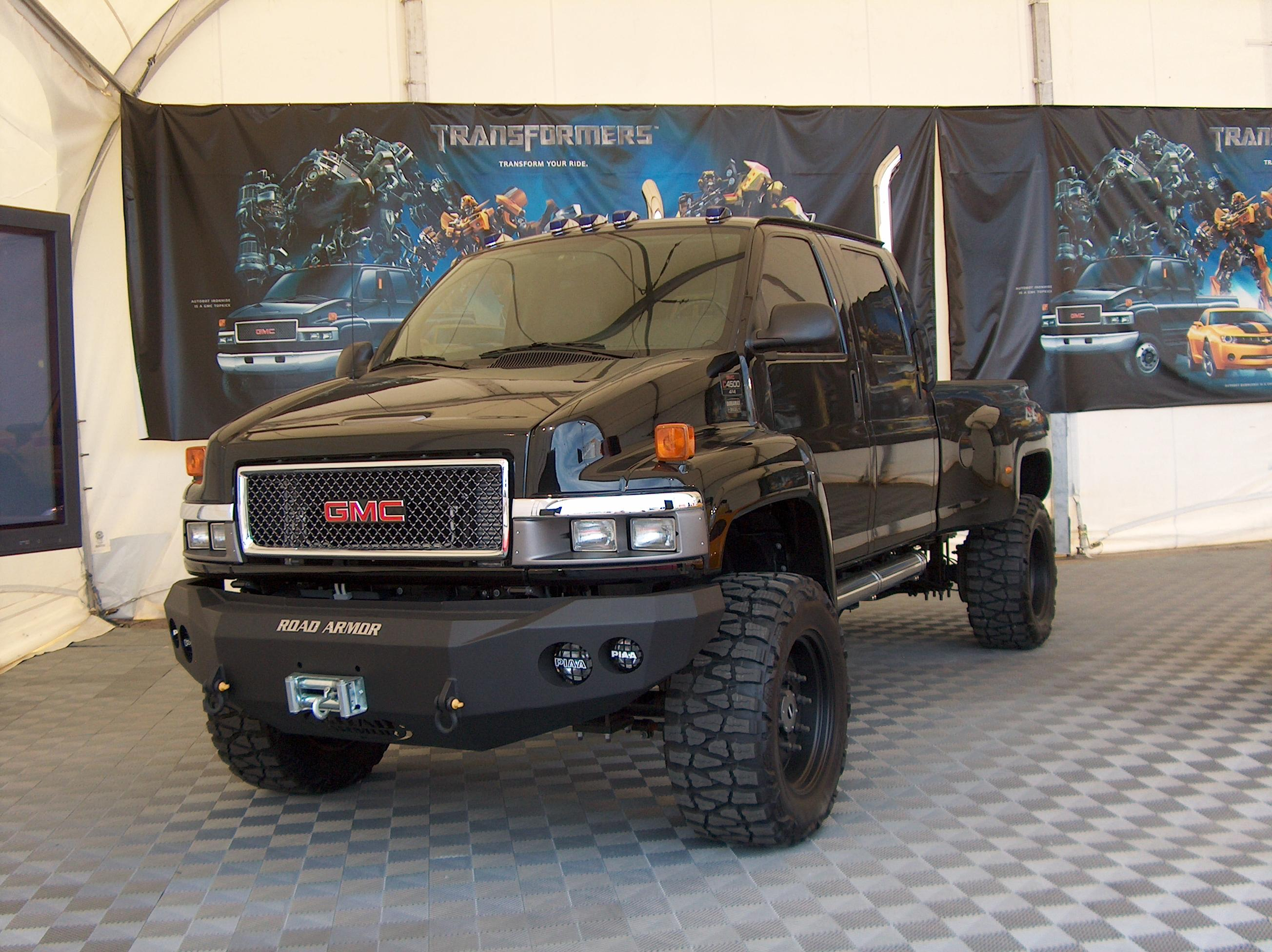
GMC Topkick C4500 4х4

У 2003 році General Motors випустила третє покоління Chevrolet Kodiak/GMC TopKick на архітектурі GMT560. Оскільки General Motors вважала, що ці дві назви краще впізнавані на ринку, лінійка вантажівок середньої вантажопідйомності була випущена під попередніми табличками Kodiak/TopKick, з Cx500 як другорядною частиною номенклатури. У рамках редизайну було продемонстровано зміни в дизайні Kodiak/TopKick. Щоб краще конкурувати з більш продаваними моделями вантажівок середньої вантажопідйомності International DuraStar і Freightliner Business Class M2, вантажівки GMT560 перейшли на вертикально орієнтовану кабіну, щоб забезпечити нижчу підлогу кабіни та збільшену кабіну. простір, кращий вхід і вихід. Похідна від Chevrolet Express/GMC Savana повнорозмірного фургона, кабіна випускалася у двох- та 
чотирьох-дверній конфігураціях (оскільки комерційні вантажівки мали повну допустиму вагу понад 8500 фунтів, їх випускали без подушок безпеки).

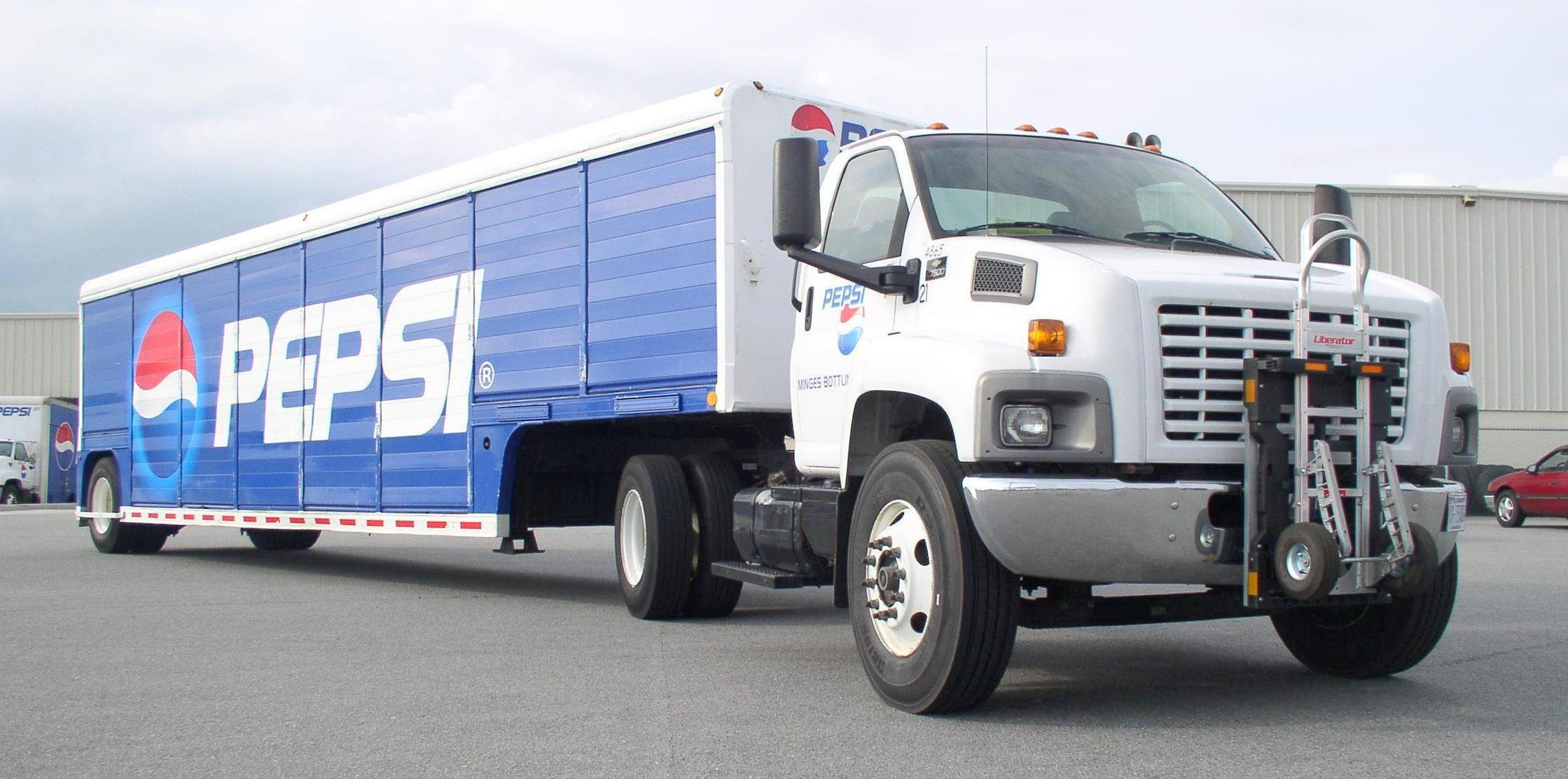
Chevrolet Kodiak C7500

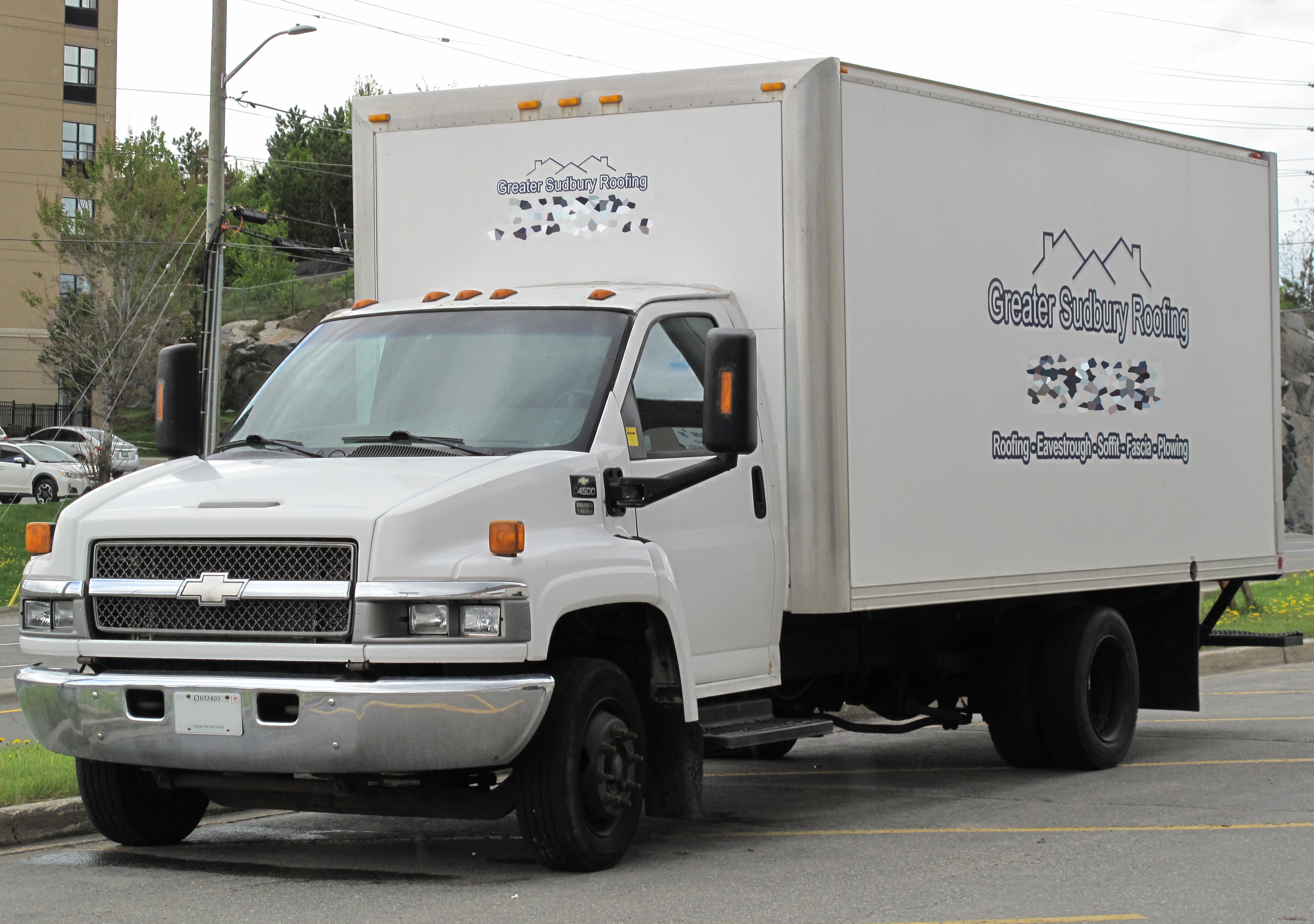
Chevrolet Kodiak C4500

Під час виробництва GMT560 випускався з невеликими змінами. За винятком решіток, Kodiaks і TopKicks майже ідентичні; залежно від комплектації випускаються версії з двома або чотирма фарами. Перенесене з попереднього покоління шасі GMT560 випускалося в конфігураціях класу 5-7 у моделях C4500, C5500, C6500 і C7500. По суті, наступником GMC Brigadier була представлена модель C8500 з тандемною віссю (з повноцінною потужністю до 46 000 фунтів).
На GMT560 Kodiak/TopKick конфігурація трансмісії була отримана зі специфікації моделі. На C4500/C5500 8,1-літровий V8 було перенесено з попереднього покоління, а 6,6-літровий дизель Duramax V8 замінив Caterpillar 3116. Дизельні двигуни були стандартними для C6500 і вище, із 7,8-літровим Duramax LG4 inline-6 як стандарт, з 7,2-літровим Caterpillar C7 (перероблений Caterpillar 3126), який пропонується як опція.

### Isuzu H-Серія
У 2003 році Isuzu випустила вантажівку зі звичайною кабіною під назвою Isuzu H-Series. Призначений переважно для професійного використання, Isuzu H-Series продавався як конкурент Hino 600 і Freightliner M2. Заснована на Kodiak/TopKick C6500/C7500, H-серія відрізнялася виключно дизайном решітки радіатора, поділяючи 7,8-літрову рядну шістку Duramax з C6500/7500 і Chevrolet/GMC T6500/7500 (на базі Isuzu Forward).

### Двигуни
Бензиновий:
- 8.1 L L18 V8

Дизельні:
- 6.6 L Duramax V8 diesel
- 7.8 L LG4 diesel I6